# Kerozin (együttes)
A Kerozin egy magyar könnyűzenei együttes.
A többszörös arany- és platinalemezes Kerozin poénos, őrült dalaival, szövegeivel és legtöbbször telt házas fellépéseivel a kezdetektől fogva a közönség egyik kedvenceként vált ismertté.
A kezdeti duó formáció az évek alatt teljes zenekarrá nőtte ki magát és a csapat több, mint ezer fellépésen van túl a kezdetek óta. A Kerozin szinte az összes kisebb-nagyobb helyen megfordult már a magyar lakta területeken a sportcsarnokoktól kezdve, a kisebb klubokon, diszkókon, falunapokon és vidéki művelődési házakon keresztül, a legnagyobb hazai fesztiválokig.
A csapat az elmúlt évek alatt 6 stúdióalbumot és számtalan maxi lemezt jelentetett meg. Az együttes három albumát is Arany zsiráf-díjra jelölték. Emellett számos válogatás albumon szerepeltek. Videóikat az interneten több millióan látták.

## Kezdetek
Az 1998/99-ben ismertté vált formáció alapító tagjai pár évvel korábban találkoztak a debreceni filmszinkron stúdióban, ahol Axel az angolszakos egyetemi tanulmányai mellett stúdióvezetőként (egyben fordító-szövegíróként, szinkronrendezőként és szinkronszínészként) dolgozott. Szabadidejében különböző együttesekkel készített felvételeket. A duóként indult csapat másik alapító tagja és egykori billentyűse, Mosquito egy szinti-pop zenekar billentyűseként zenélt, akik felkeresték ezt a stúdiót, hogy rögzítsenek pár dalt. A Kerozin megalakulása előtt Axel tévéműsorokat vezetett több vidéki televízióban és éveken át rock, punk-rock zenekarokban énekelt. 1993-ban (a Kerozin megalakulása előtt 5 évvel) már megjelent szerzői kiadásban az akkor még gimnazista énekes együttesének demo anyaga.
A President "Vad Kelet" című anyagának elkészítése után Axel kiszállt a csapatból, miután rockzenéjükkel éveken át (a kisebb sikereken túl) hiába kerestek kiadót. (A President 1992-ben rock kategóriában megnyerte a debreceni és a Hajdú-Bihar megyei Ki mit tud? tehetségkutató versenyt.)
Az ezredfordulóhoz közeledve, a techno korszak virágkorában a legegyszerűbbnek tűnt ötvözni a két teljesen különböző műfajt, melyet a Kerozin alapító tagjai külön-külön képviseltek. Ez abból állt, hogy az érces hangú énekes dalaira digitális alapokat készítettek torz gitárokkal ötvözve. Akkor még "Overdrive" néven együttest alapítottak. Az Overdrive (vagyis túlvezérlés) nem más, mint a gitártorzító neve melyet az ének sound eltorzítására használtak. Egy fellépés alkalmával a "Kismalac, kismalac engedj be!" felkiáltással kezdték hergelni a közönséget. A hatás nem maradt el. A buli után már másnap munkához láttak és 1998 nyarán megszületett a Kismalac. Ezzel egy időben nevüket Kerozinra változtatták. Az első években magukat a techno-punk műfajba sorolták, ami ötvözte a diszkó modern műfajait (techno, house, trance, elektro) némileg a punk-rock elemeivel és szövegvilágával.
’98 őszén szerződést ajánlott nekik a BMG kiadó. Axel ekkor a diploma helyett a lemezszerződést választotta és abbahagyta egyetemi tanulmányait. November második felében megjelent első albumuk, a Kismalac. Ez évben elkészült a dalra a csapat első klipje is.
A "Kismalac" sikerét hűen tükrözte, hogy 1999 februárjában a második klip illetve maxi, a Da Da Da elkészültekor az album már az aranylemez küszöbén állt (20 000 eladott példánnyal).
'99 júniusában készült el az újabb klip a Full House téboly c. dalra. Az évezred végére a csapat már egyre nagyobb népszerűségnek örvendett szerte az országban, sőt külföldi meghívásokat is kaptak.
'99 őszén elkészítették második nagylemezüket. Eredetileg az album a "Nagypapa punk volt" címet viselte volna, miután azonban nem kapták meg a feldolgozás jogát az egykori Manfred Man-slágerre, a "Doo-Wah-Diddy"-re, az album tüntetőleg a Durva didi címet kapta.
2000 február elején kiadták az albumról a "Durva Didi" kislemez és klip után a második maxit a Hugacsaka c. dalra. Ezzel egy időben készült el a dal koncertklipje, illetve egy remix videó. A "Hugacsaka" sikerei után újabb maxi és videóklip következett az egykori Adriano Celentano dal az Azzurro Kerozin féle verziójára, majd 2000 őszén a Nagypapa punk volt c. nótára.
A klipforgatás utáni napon szeptember 29-én, Szent Mihály napján a zenekar autóbalesetet szenvedett. Axel súlyos sérülései miatt a bulik egy időre (3 hétig) szüneteltek. Ekkor több cikk is megjelent, melyben Axel gyógyulását orvosi csodaként emlegették. Év végén a Kerozin, Axel gyors felépülésének köszönhetően, folytatta az előadást, bár nem ment minden simán még ezek után sem.
A csapat ez idő tájt szerződésbontásról vitázott az addigi menedzsmenttel. A folyamatos jogi hercehurcák hosszan elhúzódtak míg végül 2001 júliusában már semmi akadálya nem volt annak, hogy megjelenhessen a harmadik nagylemezt beharangozó első maxi, a Halál a Májra! Abaházi Csaba, a legendás Sing-sing együttes egykori énekesének (és egyben a Danubius rádió majd később a Class FM népszerű műsorvezetőjének) vendégszereplésével.
2001 novemberében jelent meg a Kerozin harmadik albuma Ki a góré? címmel. Ezután a Nelly az elefánt c. maxi következett.
2002 nyarán a duó az élő koncertek erejéig bővült egy gitárossal és egy dobossal. A Guantanamera klipjében már az akkori koncert formáció látható.
A csapat ezek után már rock- és motoros fesztiválokon is megjelent a dalok áthangszerelt verzióival. 2002-ben és 2003-ban a csapat zárta a Sziget Fesztivál programját a Pop színpadon.
2002 őszén elkezdődtek az együttes negyedik nagylemezének felvételei, melyen a csapat addig ismeretlen arcáról mutatkozott be, ugyanis az anyag nem más, mint egy karácsonyi album, amin egy csomó ismert és ismeretlen karácsonyi dal szerepel. Jó pár saját szerzemény, népdalok, feldolgozások illetve magyar nyelven nem ismert népszerű karácsonyi nóták, de pár angol nyelvű felvétel is helyet nyert a Boldog Karácsonyt! c. albumon.
Ezek után a klipek és új maxik is szüneteltek egy időre mivel Mosquito az együttes addigi zenei felelőse külső munkákba vetette bele magát és elkészítette a Kerozin által patronált Desperado "Gyere és álmodj!" c. albumát. A címadó dal a "Simply a Love Song" magyar verziója, melynek szövegét Axel írta.
A Kerozin 2003 nyarán meghívást kapott a TV2 Dalnokok Ligája c. műsorába. Bár folyamatosan a népszerűségi lista 2. helyén voltak, a csapat csak a 4. helyezést érte el a zsűri ítélete alapján.
Még ez év telén, a Dalnokok Ligája forgatásával egy időben elkészült egy videóklip az Ünnepeljük a Karácsonyt c. dalra.

## Új utakon...
2004-től az egykori techno-punk duó formáció két tagja a zenei stílusbeli ellentétek és a külső munkák összeegyeztethetetlensége miatt külön-külön folytatta útját. Mosquito a csapat addigi szintise különböző pop produkciók zenei producereként a stúdiómunkáknak szentelte idejét, Axel a csapat frontembere pedig egyedül vette kezébe az új együttestagok verbuválását.
2004 nyarán jelent meg a Bonnie és Clyde maxi szerzői kiadásban.
2005 végén elkezdődtek a Mindhalálig Party c. kislemez munkálatai, mely végül szintén szerzői kiadásban jelent meg.
2006 tavaszán a Hip Hip Hurrá! c. kislemez is megjelent, az mTon kiadó gondozásában.
2006 nyarán A Rémálom visszatért! és négy poplemez után megjelent az újjászületett Kerozin első rockalbuma. Ezen az albumon a csapat felhagyott az addigi hangzással (bár rock vonalon még nem volt igazán kiforrott anyag), de a lemez érdekessége, hogy Axel stúdiózenészekkel dolgozott és az anyag hangszeres felvételei úgy készültek el, hogy a zenészek soha nem próbáltak és soha nem találkoztak egymással, mindössze a frontember instrukcióira hagyatkozva játszották fel a témákat, amit végül csak keverésnél hallottak egyben. Ez évben elkezdődtek a próbák az új lemezbemutató koncertekre a debreceni Szeg zenekar tagjaival, akik az élő koncertekre session-zenészekként segítették ki Axelt.
2006 novemberében megjelent a Bocsáss meg! c. kislemez és elkészült a dal videóklipje.
2007 végén Axel a fővárosban verbuvált új csapatot, de magánjellegű dolgok miatt hamar meghiúsultak a törekvései.
2008 végén gyerekkori barátaival, a President egykori tagjaival Kerozin és a Lúzerek néven kezdte el a próbákat az élő koncertekre Debrecenben. Ezzel a formációval készült el október 23. tiszteletére a Békés tüntetés! c. dal, majd 2010-ben a választások előtt pár nappal a Kerozin és a Lúzerek Ha elnök lehetnék… c. dalának korai változata.
2011 február 19-én 22:00 órakor elindult a MAGYAR ROCK TV adása az Eurobird 9A műholdról. Az új zenei csatorna hangja, nem más lett, mint a Kerozin érces hangú frontembere. Ez évben a kispados "Lúzerek" háttércsapatot felváltotta az újonnan verbuvált "nagyszínpados" Kerozin koncert legénysége.
2012-ben az akkor még készülő Rock Best of albumról elkészült az első kész új dalra forgatott videóklip. A Vegyél meg! c. dal videójában a csapat egy bevásárlóközpont üzletének kirakatában elevenedik meg. A dal egyben a készülő album egyik előhírnöke is, mely egyedi szövegvilágával a Kerozintól megszokott, humoros módon tart görbe tükröt a fogyasztói társadalom elé.
2013-ban a csapat elnyerte a Transilvanian Music Awards különdíját.
A Kerozin az új album készítése mellett mindvégig szünet nélkül koncertezett. Számos nagyszabású fesztiválon felléptek, többek között retro műsorral a Total Dance, DejaVu Fesztiválokon, de eközben élő koncertekkel ugyanúgy képviseltette magát a csapat különböző rock fesztiválokon.
2016 áprilisában a csapat a Budapest Parkban a Scooter vendégeként lépett színpadra külön az alkalomra összeállt formációban egy új techno-punk műsorral. A hirtelen készült új mixek olyan sikerrel szólaltak meg tízezer néző előtt, hogy a történetnek folytatása is várható és Axel 2017-ben egy új remix album elkészülését is tervezi.

## 18 év - 18 dal
Az együttes évekig nem jelentetett meg semmit, de 2016 december 10-én megjelent a 18 dalt tartalmazó Kerozin - "Tartály", melyen 18 év slágerei vannak. Az anyag az együttes legismertebb slágereinek új rock átiratait tartalmazza, kiegészülve pár újabb felvétellel.

## Albumok
- 1998 - "Kismalac" (BMG) - /arany- és platinalemez/
- 1999 - "Durva didi" (BMG) - /arany- és platinalemez/
- 2001 - "Ki a góré?" (BMG) - /aranylemez/
- 2002 - "Boldog Karácsonyt!" (ezsmusic) - /aranylemez/
- 2006 - "A Rémálom visszatér!" (mTon) - /aranylemez/
- 2016 - "TARTÁLY" /Rock "BEST OF"/ (ezsmusic)